# مطار غيومري شيراك الدولي
مطار شيراك (بالأرمنية؛ Շիրակ Օդանավակայան): (إياتا: LWN، إيكاو: UDSG) هو مطار دولي يقع في غيومري، محافظة شيراك، أرمينيا.

## شركات الطيران
| شركـات طيـران      | الوجهات                                                                                        |
| ------------------ | ---------------------------------------------------------------------------------------------- |
| إيروفلوت           | موسمي: مطار شيريميتييفو الدولي (معلق مؤقتا)                                                    |
| Aircompany Armenia | موسمي: مطار تبليسي الدولي[بحاجة لمصدر]                                                         |
| Azimuth            | موسمي: Krasnodar، Rostov-on-Don                                                                |
| IrAero             | مطار دوموديدوفو الدولي                                                                         |
| Nordwind Airlines  | موسمي: مطار شيريميتييفو الدولي، Rostov-on-Don (متوقفة)                                         |
| Pobeda             | Krasnodar (متوقفة)، Mineralnye Vody ‏ (متوقفة)، مطار فنوكوفو الدولي، مطار سوتشي الدولي (متوقفة) |
| Red Wings ‏         | مطار دوموديدوفو الدولي (متوقفة)                                                                |
| خطوط إس سفن        | مطار دوموديدوفو الدولي (متوقفة)                                                                |
| خطوط أورال الجوية  | موسمي: Krasnodar، مطار دوموديدوفو الدولي، مطار جوكوفسكي الدولي، Rostov-on-Don (جميعها متوقفة)  |

## وصلات خارجية
- General Department of Civil Aviation of Armenia - airport information (بالإنجليزية)
- Airport information for UDSG at World Aero Data. Data current as of October 2006.